# An Ba-Ul
An Ba-Ul (en coreano: 안바울; Anyang, 25 de marzo de 1994) es un deportista surcoreano que compite en judo.
Participó en tres Juegos Olímpicos de Verano entre los años 2016 y 2024, obteniendo tres medallas: plata en Río de Janeiro 2016, bronce en Tokio 2020 y bronce en París 2024. En los Juegos Asiáticos consiguió dos medallas, en los años 2018 y 2022.
Ganó tres medallas en el Campeonato Mundial de Judo entre los años 2015 y 2022, y tres medallas en el Campeonato Asiático de Judo entre los años 2015 y 2021.

## Palmarés internacional
| Juegos Olímpicos    | Juegos Olímpicos        | Juegos Olímpicos  | Juegos Olímpicos |
| Año                 | Lugar                   | Medalla           | Categoría        |
| ------------------- | ----------------------- | ----------------- | ---------------- |
| 2016                | Río de Janeiro (Brasil) | Medalla de plata  | –66 kg           |
| 2020                | Tokio (Japón)           | Medalla de bronce | –66 kg           |
| 2024                | París (Francia)         | Medalla de bronce | Equipo mixto     |
| Campeonato Mundial  |                         |                   |                  |
| Año                 | Lugar                   | Medalla           | Categoría        |
| 2015                | Astaná (Kazajistán)     | Medalla de oro    | –66 kg           |
| 2018                | Bakú (Azerbaiyán)       | Medalla de bronce | –66 kg           |
| 2022                | Taskent (Uzbekistán)    | Medalla de bronce | –66 kg           |
| Juegos Asiáticos    |                         |                   |                  |
| Año                 | Lugar                   | Medalla           | Categoría        |
| 2018                | Yakarta (Indonesia)     | Medalla de oro    | –66 kg           |
| 2022                | Hangzhou (China)        | Medalla de bronce | –66 kg           |
| Campeonato Asiático |                         |                   |                  |
| Año                 | Lugar                   | Medalla           | Categoría        |
| 2015                | Kuwait (Kuwait)         | Medalla de plata  | –66 kg           |
| 2017                | Hong Kong (China)       | Medalla de oro    | –66 kg           |
| 2021                | Biskek (Kirguistán)     | Medalla de plata  | –66 kg           |